# Simon VI van Lippe
Simon VI (Detmold, 15 april 1554 – Brake, 8 december 1613) was graaf van Lippe van 1563 tot 1613. Omdat Simon nog minderjarig was toen zijn vader, graaf Bernhard VIII, overleed stond hij tot 1579 onder voogdij en werd Lippe bestuurd door een regentschapsraad.

## Onder voogdij

### Jeugd en opvoeding
Simon VI was het derde kind en de enige zoon van graaf Bernhard VIII van Lippe en Catharina van Waldeck. Simon werd geboren in het kasteel van Detmold, de hoofdstad van het kleine graafschap Lippe. Zijn vader, die het lutheranisme in Lippe als staatsgodsdienst ingevoerd had, liet hem streng godsdienstig opvoeden.
In 1563 stierf graaf Bernhard VIII onverwacht op zesendertigjarige leeftijd. Simon was op dat moment nog maar negen jaar oud. De verantwoordelijkheid voor de opvoeding van de jonge graaf kwam in handen van een regentschapsraad. Deze raad bestond behalve Simons oom, graaf Herman Simon van Lippe-Spiegelberg-Pyrmont, uit de burgemeesters van Lemgo en Lippstadt, de grootste steden van Lippe. De raad stelde de theoloog Johann von Exter aan als Simons huisleraar. Von Exter werd in 1566 benoemd tot Generaal-superintendent van de Lippische kerk en stelde een nieuwe lutherse kerkverordening voor het graafschap op. Vanaf 1567 nam Nikolaus Thodenus, de rector van de Latijnse school van Lemgo, Simons onderwijs op zich.
Op de landdag van 1567 besloten de staten van Lippe en de regentschapsraad om Simon naar het gymnasium van Straatsburg te sturen. In Straatsburg kreeg de graaf les in theologie, filosofie en Latijnse grammatica, retorica en dialectiek. Hoewel Straatsburg luthers was kwam Simon in contact met gereformeerde denkwijzen. Johannes Sturm, de rector van het gymnasium, was een aanhanger van Melanchthon en correspondeerde met Calvijn. Orthodoxe lutheranen zagen de volgelingen van Melanchthon als verborgen calvinisten.
In juni 1568 vertrokken Simon en zijn gevolg uit Straatsburg. Via Keulen reisde het gezelschap terug naar Detmold.

### Aan buitenlandse hoven
Simons voogden zagen een goede opvoeding als belangrijke basis voor zijn toekomst als landsheer van Lippe. In 1569 vertrok Simon daarom naar Wolfenbüttel, zodat hij aan het hof van hertog Julius van Brunswijk-Wolfenbüttel politieke ervaring kon opdoen en bekend zou worden met het hofleven. Daarnaast zette de jonge graaf zijn studies voort aan het door hertog Julius gestichte Paedagogium Ilustre in Gandersheim.
Simon keerde in februari 1572 uit Brunswijk-Wolfenbüttel terug. Kort daarop stuurden zijn voogden hem naar het hof van landgraaf Willem IV van Hessen-Kassel. Een groot deel van het graafschap Lippe was een leen van Hessen-Kassel, zodat goede relatie met vorstelijke huis van Hessen van groot belang was. Daarnaast had Willem IV goede connecties met andere Europese hoven en stond hij bekend om zijn interesse in de natuurwetenschappen. In Kassel was Simon aanwezig bij de bruiloft tussen zijn zuster Margaretha en George I van Hessen-Darmstadt, een broer van landgraaf Willem IV.
Een jaar later reisde Simon in het gezelschap van hertog Willem V van Gulik-Kleef-Berg naar Koningsbergen in Pruisen. Simon vertegenwoordigde hertog Julius van Brunswijk-Wolfenbüttel bij de feestelijke verloving tussen en Maria Eleonora van Gulik-Kleef-Berg en hertog Albrecht Frederik van Pruisen. Na zijn verblijf in Pruisen bezocht Simon zijn zuster en haar man in Darmstadt. Hier vatte Simon het plan op om deel te nemen aan de veldtocht van Lodewijk van Nassau tegen het Spaanse leger in de Nederlanden. Landgraaf Willem IV verhinderde echter dat Simon zich aansloot bij het leger van de Nassaus en riep hem terug naar Kassel.

### Aantreden als graaf
Hoewel Simon pas in 1579 meerderjarig zou worden en zijn taken als graaf op mocht nemen, bleef hij vanaf 1574 voornamelijk in Lippe. Simons voogden wilden hem vertrouwd maken met het bestuur van het kleine graafschap en Simon werd actief in de Lippische politiek. Nadat zijn belangrijkste voogd Herman Simon van Lippe-Spiegelberg-Pyrmont in 1576 overleed trad Simon steeds meer in de openbaarheid.

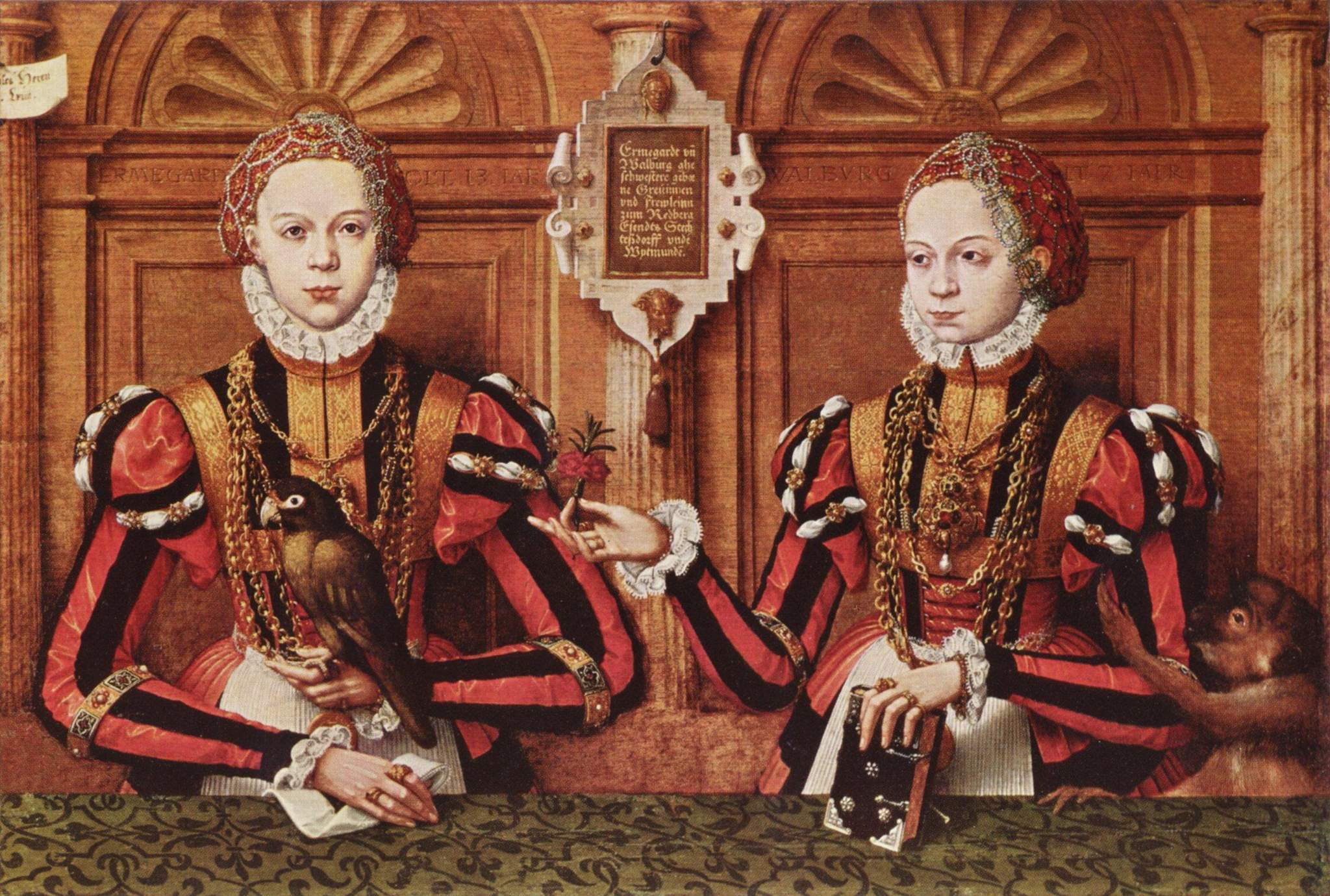
Armgard en haar zuster Walburgis, detail van een familieportret door Hermann tom Ring, 1564.

In de zomer van 1576 bezocht Simon de bruiloft van graaf Johan XVI van Oldenburg en Elisabeth van Schwarzburg. Hier ontmoette hij gravin Armgard van Rietberg. Hoewel Armgard pas vijfentwintig was, was ze al weduwe. Haar eerste man, Erik V van Hoya was in 1575 overleden. Twee jaar later, op 26 juni 1578, trouwden Simon en Armgard met elkaar op het kasteel van Rietberg. Armgard was regerend gravin van Rietberg en ze bracht het graafschap als bruidsschat mee. Simon liet zich na zijn huwelijk direct als graaf van Rietberg inhuldigen. Bij het huwelijk was wel afgesproken dat als Armgard zonder kinderen zou overlijden haar zuster Walburgis het graafschap zou erven.
Op 15 april 1579 vierde Simon zijn vijfentwintigste verjaardag en werd hij meerderjarig. In juli riep hij de staten van Lippe bijeen voor een landdag in Cappel, een plaatsje bij Lippstadt. Hier presenteerde Simon zijn regeringsprogramma en bevestigde hij de Polizeiordnung van 1567 en de kerkorde van 1571 die door de regentschapsraad ingesteld waren. Ten slotte werd hij in september door de staten gehuldigd als hun rechtmatige graaf.

Kaart van Lippe, Rietberg en Spiegelberg-Prymont in 1580.
Graafschap Lippe
Graafschap Rietberg
Spiegelberg en Pyrmont

## Regering in Lippe

### Opvolging
Ondanks een gelukkig huwelijk hadden graaf Simon en gravin Armgard van Rietberg geen kinderen. Daarnaast werd Armgard zwaar ziek en werd ze steeds zwakker. Toen Simons neef Filips van Spiegelberg en Pyrmont in 1583 op tweeëntwintigjarige leeftijd overleed, kwam het voortbestaan van de grafelijke dynastie van Lippe in gevaar. Bij het uitsterven van het gravenhuis zou Lippe waarschijnlijk verdeeld worden tussen zijn leenheren Padernborn en Hessen-Kassel. In zijn eerste testament probeerde Simon dit tegen te gaan door de zonen van zijn zusters Anna en Bernhardine als erfgenamen aan te wijzen. Armgard overleed na een lang ziektebed op 13 juli 1584. Zoals bij hun huwelijk afgesproken was, moest Simon het graafschap Rietberg afstaan aan haar zuster Walburgis en haar man Enno III van Oost-Friesland.
Hoewel het verlies van zijn eerste vrouw hem zwaar viel, trouwde Simon een jaar na haar overlijden, in november 1585, met Elisabeth van Schaumburg. Met de geboorte van hun eerste kind, Bernhard, kreeg Simon zijn langverwachte opvolger. Simon en Elisabeth kregen uiteindelijk tien kinderen: vijf jongens en vijf meisjes.

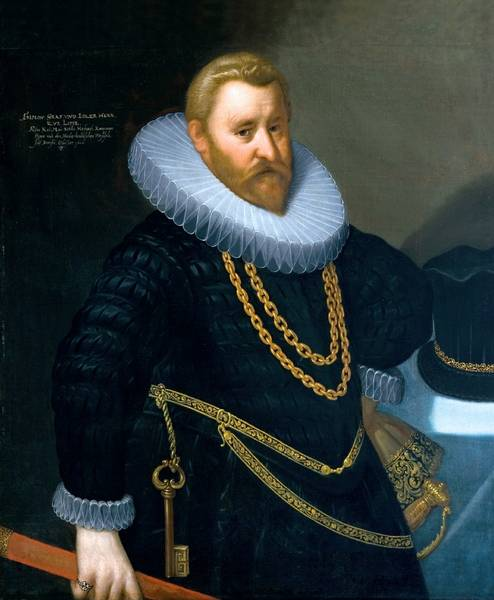
Portret van Simon VI door Johann Tilemann, 1608.

### Centralisatie
De regeringsperiode van Simon VI kenmerkte zich door en de centralisering en modernisering van het bestuur. In 1587 verplaatste Simon zijn residentie van Detmold naar het kasteel van Brake, waar hij ook de nieuwe kanselarij vestigde. De grafelijke regering werd zo op een plaats geconcentreerd. Daarnaast professionaliseerde Simon VI zijn beambteapparaat door steeds vaker burgerlijke juristen aan te stellen, in plaats van te vertrouwen op adellijke raadgevers.
In 1593 richtte Simon VI in Lemgo een hofgericht op dat de verantwoordelijkheid voor rechtszaken overnam van de kanselarij. Tegelijkertijd hervormde de graaf het rechtssysteem: het Romeinse recht werd consequent doorgevoerd ten koste van het gewoonterecht.
Ook op financieel gebied moderniseerde de graaf het bestuur. Simons bouwplannen, het uitbundige hofleven en zijn buitenlandse politiek kotten drukten zwaar op de schatkist. Om extra inkomsten te genereren, investeerde hij in de productiviteit van zijn domeinen. Ook voerde Simon VI nieuwe belastingen en accijnzen in, naast de al bestaande Rijks- en Kreitsbelastingen die al door de inwoners van Lippe opgebracht moesten worden. De nieuwe hofgericht-, erf-, grond- en drankbelastingen brachten echter niet genoeg op om de uitgaven van het hof te dekken.

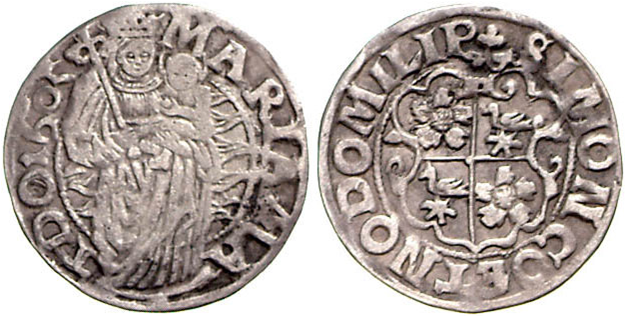
Lippische Mariengroschen.

De herinvoering van de muntslag in Lippe was zelfs nadelig voor de financiën. Volgens het Rijksrecht moest een muntheer beschikken over een eigen zilvergroeve. De zilverwinning bij de Köterberg en in het Silberbachtal bij horn brachten te weinig op. Om toch over de vereiste zilvergroeves te kunnen beschikken, kocht Simon VI een groeve in het Saksische Freiberg. Keizer Rudolf II bevestigde het Lippische muntrecht in 1592. De kosten van de muntslag bleven tijdens Simons regering echter groter dan de opbrengsten.

### Godsdienstpolitiek
Sinds de Godsdienstvrede van Augsburg, die in 1555 getekend werd, hadden de Duitse landsheren het recht om te beslissen over de officiële godsdienst van hun land (Cuius regio, eius religio). Volgens het verdrag waren alleen het Rooms-katholicisme en het lutheranisme toegestaan; andere richtingen, zoals het calvinisme, waren verboden. Simons vader, Bernhard VII, had het lutheranisme direct na de vrede van Augsburg tot staatsgodsdienst verklaard. Simon had bij zijn aantreden als graaf de lutherse kerkverordening bevestigd.
Vanaf 1601 begon Simon openlijk naar het calvinisme te neigen. Hij trad niet op tegen gereformeerde predikanten en vanaf 1602 volgden graaf en zijn familie de calvinistische rites in de slotkapel van Brake. Op 2 juni 1605 volgden graaf Simon, zijn familie en de belangrijkste grafelijke beambten een calvinistische dienst in de marktkerk van Detmold. Daarmee werd de Lippische landskerk officieel gereformeerd volgens de calvinistische leer. Het gebruik van het polariserende woord 'calvinisme' werd door de regering van Lippe echter vermeden: in plaats daarvan sprak men van een 'gereinigde kerk', zonder katholieke overblijfselen en beelden.
De grafelijke godsdienstpolitiek stuitte echter ook op weerstand. De raad van de lutherse hanzestad Lemgo weigerde de nieuwe leer te accepteren. Simon reageerde met handelsembargo's en blokkades. In 1609 dreigde het conflict te escaleren: vanuit de stad werden kanonnen op het kasteel van Brake gericht en de graaf mobiliseerde een klein leger. Beide partijen waren echter bang om de vrede te breken. Pas in 1617 sloot Simons opvolger, Simon VII, een vergelijk waarin de stad het recht kreeg zijn eigen, lutherse, predikanten aan te stellen.

Locatie van de Nederrijns-Westfaalse Kreits, een van de tien kreitsen binnen het Heilige Roomse Rijk.

## De Westfaalse Kreits
Aan het begin van de 16e eeuw werden de gebieden van het Heilige Roomse Rijk ingedeeld in tien kreitsen. De kreitsen moesten regionale samenwerking bevorderen en waren onder andere verantwoordelijk voor de uitvoering van de beslissingen van het Rijkskamergerecht, het handhaven van de landvrede en de uitrusting van het rijksleger. Om de besluiten uit te voeren wezen de leden van de kreitsen een kreitsoverste (Kreisobrist) aan, die werd bijgestaan door een adjunct. Het graafschap Lippe was ingedeeld bij de Nederrijns-Westfaalse Kreits.
Nog voor zijn meerderjarigheid werd Simon door de leden van de Westfaalse kreits voorgedragen voor het ambt van adjunct. Hoewel de regentschapsraad dit voorstel in 1574 en 1576 had afwezen, stemde ze in 1577 toe. Als adjunct bemiddelde Simon in 1583 in het conflict over de opvolging in het Graafschap Pyrmont. Toen hertog willem V van Gulik, Kleef en Berg in 1592 werd Simon benaderd om hem op te volgen als kreitsoverste. Simon stond op dat moment al in de gunst bij keizer Rudolf II en werd gerespecteerd om zijn inzet. In 1595 werd de graaf tot kreitsoverste verkozen.
Simons belangrijkste taak als overste was het handhaven van de landvrede. Aan het einde van de 16e eeuw had het westen van het Heilige Roomse Rijk echter steeds meer te lijden van de Oorlog in de Nederlanden. Onder leiding van Francesco de Mendoza overwinterde het Spaanse leger in 1598 in het Rijk. De soldaten plunderden verschillende dorpen en bezetten een aantal steden. Met keizerlijke goedkeuring besloten de leden van de Westfaalse kreits om een eigen leger op de been te brengen om de Spanjaarden te verdrijven. Simon kreeg als kreitsoverste het opperbevel over het leger.
In de zomer van 1599 trok het kreitsleger naar het westen. Simon besloot om het beleg te slaan voor Rees. De graaf was echter totaal onervaren als bevelhebber en had zijn troepen slecht onder controle. Plunderingen kwamen tijdens de tocht naar Rees veelvuldig voor. Toen de Spanjaarden een uitval waagden in plaats van zich over te geven brak paniek uit onder soldaten. Na dit debacle moest Simon het beleg opgeven en liet hij het kreitsleger ontbinden.
Het uitrusten van het leger had veel geld gekost, dat in eerste instantie door Simon zelf betaald moest worden. Ook de uitrusting van kreitstroepen voor Dertienjarige Oorlog (1593-1606) tegen het Ottomaanse Rijk werd door Simon als overste voorgeschoten. Een aantal leden van de Westfaalse kreits weigerden echter aan hun financiële verplichtingen te voldoen, zodat Simons schulden steeds verder opliepen. Keizer Rudolf II weigerde echter om Simon van zijn verplichtingen te ontslaan. Om de gunst van de keizer niet te verliezen bleef de graaf het ambt tot zijn dood vervullen.

## Huwelijken en kinderen
Op 26 mei 1578 huwde hij met Armgard van Rietberg (1551 – 31 juli 1584), dochter van graaf Johan II van Rietberg-Arnsberg. Dit huwelijk bleef kinderloos. Na haar dood trouwde hij op 13 november 1585 te Bückeburg opnieuw met Elisabeth van Holstein-Schauenburg (3 augustus 1566 – Blomberg, 7 september 1638), dochter van graaf Otto IV van Holstein-Schauenburg. Uit dit huwelijk werden tien kinderen geboren:
- Bernhard (21 september 1586 – 23 juli 1602)
- Simon VII (30 december 1587 – 26 maart 1627), graaf van Lippe-Detmold
- Otto (21 september 1589 – 18 november 1657), graaf van Lippe-Brake
- Herman (22 december 1590 – 23 augustus 1620), graaf van Lippe-Schwalenberg
- Elisabeth (9 juni 1592 – 19 juni 1646), getrouwd met George Herman van Schaumburg
- Catharina (22 maart 1594 – 9 maart 1600)
- Magdalena (21 juli 1595 – 9 november 1640), abdis van Herford
- Ursula (25 februari 1598 – 27 juli 1638), getrouwd met Johan Lodewijk van Nassau-Hadamar
- Sophia (16 augustus 1599 – 19 maart 1653), getrouwd met Lodewijk I van Anhalt-Köthen
- Filips I (18 juli 1601 – 10 april 1681), graaf van Lippe-Alverdissen en Schaumburg-Lippe

Simon VI werd na zijn dood opgevolgd door zijn oudste zoon, terwijl zijn jongere zonen delen van het land als apanage kregen. Ter onderscheiding noemde Simon VII zich graaf van Lippe-Detmold.